# Ảnh hưởng ngoại lai
Ảnh hưởng ngoại lai, trong kinh tế học, là ảnh hưởng gây ra bởi hoạt động của một chủ thể kinh tế này và tác động trực tiếp tới chủ thể kinh tế khác (nghĩa là không thông qua cơ chế thị trường). Nếu chủ thể kinh tế chịu tác động bị tổn thất, thì có ảnh hưởng ngoại lai tiêu cực. Còn nếu chủ thể kinh tế chịu tác động được lợi, thì có ảnh hưởng ngoại lai tích cực. Ô nhiễm môi trường do chất thải của một nhà máy đối với dân cư trong khu vực là ví dụ về ảnh hưởng ngoại lai tiêu cực. Sự dễ chịu do cảnh đẹp ở vườn nhà hàng xóm tới nhà mình là ví dụ về ảnh hưởng ngoại lai tích cực. Ảnh hưởng ngoại lai tích cực thường gắn liền với nạn kẻ đi xe không trả tiền (ngồi không hưởng lợi). Giải pháp khắc phục ảnh hưởng ngoại lai tiêu cực, trong kinh tế học được gọi là các biện pháp nội bộ hóa ảnh hưởng ngoại lai.

## Một loại thất bại thị trường

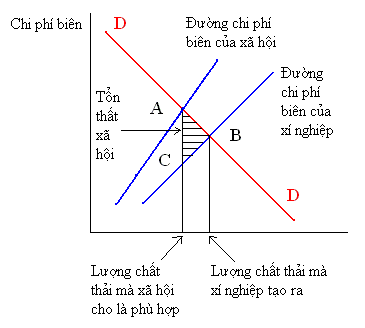
Hình 1: Một ảnh hưởng ngoại lai tiêu cực dẫn tới lượng sản phẩm gây ra tiêu cực quá nhiều so với mức xã hội cho là hợp lý.

Ảnh hưởng ngoại lai là một loại thất bại thị trường. Lý luận chuẩn tắc cho rằng trong cơ chế thị trường, các nguồn lực được phân bổ một cách tối ưu. Tuy nhiên, các ảnh hưởng không thông qua thị trường, thì không xác định được giá trao đổi. Điều này dẫn tới chi phí hoặc lợi ích theo nhận thức của cá nhân không thống nhất với chi phí hoặc lợi ích thật sự của xã hội. Vì thế, không thể có phân bổ nguồn lực tối ưu được.
Để minh họa lập luận trên, hãy xem hai ví dụ sau đây.
Ví dụ thứ nhất, có một ảnh hưởng ngoại lai tiêu cực, chẳng hạn như chất thải của một nhà máy làm ảnh hưởng tới môi trường sống của dân cư trong khu vực. Lúc này chi phí thực sự của toàn xã hội cao hơn chi phí mà nhà máy nhận thức được. Lượng cung chất thải của nhà máy, vì thế, sẽ nhiều hơn lượng chất thải mà xã hội cho là hợp lý. Trong Hình 1, đường cung của xí nghiệp (cũng tức là đường chi phí biên của xí nghiệp) nằm dưới đường cung theo xã hội (chi phí biên đối với xã hội cao hơn). Tổn thất xã hội được đo bằng hình tam giác ABC.

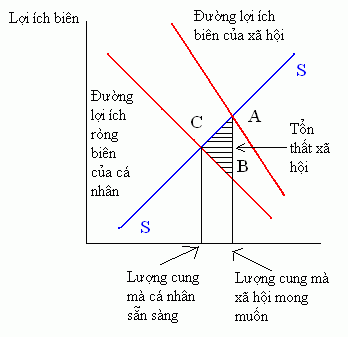
Hình 2: Một ảnh hưởng ngoại lai tích cực dẫn tới lượng sản phẩm tích cực ít hơn lượng mà xã hội mong muốn.

Ví dụ thứ hai, một gia đình quét dọn đường và hè phố trước nhà mình vừa có lợi cho họ nhưng lại vừa có ảnh hưởng ngoại lai tích cực đối với người xung quanh và người đi qua. Gia đình này có thể nhận thấy lợi ích ròng của mình thấp hơn lợi ích ròng của người được hưởng lợi khác, bởi vì mình phải bỏ chi phí là công sức quét dọn, còn người ta thì không phải. Do đó, gia đình có thể không nhiệt tình quét dọn hè phố nhiều như mức mà xã hội mong muốn. Trong Hình 2, đường cầu cá nhân của gia đình tích cực nằm thấp hơn đường cầu của xã hội, bởi nhận thức về lợi ích ròng biên của gia đình thấp hơn lợi ích ròng biên của xã hội. Trong trường hợp này cũng có một tổn thất xã hội được đo bằng tam giác ABC.

## Khắc phục ảnh hưởng ngoại lai

### Thuế Pigou
Xem bài chính về Thuế Pigou
Để khắc phục ảnh hưởng ngoại lai tiêu cực, có thể sử dụng thuế Pigou. Thuế này đánh trực tiếp vào người tạo ra ảnh hưởng ngoại lai, làm tăng chi phí tạo ra ảnh hưởng của họ, từ đó làm giảm lượng cung ảnh hưởng. Đồng thời, thu từ thuế được sử dụng vào việc khắc phục những hậu quả của ảnh hưởng được tạo ra.

### Định lý Coase
Xem bài chính về Định lý Coase
Nếu như thuế Pigou thể hiện vai trò của chính phủ trong khắc phục ảnh hưởng ngoại lai, thì định lý Coase cho thấy giữa các cá nhân với nhau vẫn có thể đàm phán để giảm thiểu ảnh hưởng ngoại lai. Định lý Coase dựa trên ba giả thiết, đó là: quyền sở hữu được xác định rõ ràng, thông tin trên thị trường là hoàn hảo và chính xác, chi phí giao dịch giữa các cá nhân rất nhỏ.